# Стамат Сидеров
Стамат Ж. Сидеров е български търговец и общественик.

## Биография
Роден е в Горна Оряховица. Преди Кримската война (1853 – 1856) се заселва във Варна и се занимава със сарафство. Притежава хан, който се е намирал на мястото на днешния хотел „Черно Море“.
Хаджи Стамат Сидеров участва в учредяването на българската община в града. Управител е на първата българска банка във Варна – „Звезда“, основана през 1863 година. Щедър дарител за построяването на българското училище и за цялата българска просвета не само в града, но и в околността. Представител на Варненската община на първия духовен събор в Шумен на 25 февруари 1873 година.
По време на Руско-турската война (1877 – 1878), е обвинен в революционна дейност и оказване на помощ на руските войски. Обесен е в Хаджиоглу Пазарджик (днешен Добрич) през ноември 1877 година.

## Памет
На негово име е наречена бившата улица V във Варна. Tова решение е взето през март 1912 г. на тържествено събрание на Варненското археологическо дружество по случай петдесетгодишнината на първото българско училище в града. Председателят на дружеството Херман Шкорпил предлага да се преименуват 30 улици (наречени линии) с имената на заслужили дейци на учебното дело и възраждането на българщината във Варна.